# Louis-Marie Duhamel
Louis-Marie Duhamel est un homme politique français né le 15 avril 1760 à Coutances (Manche) et décédé le 22 janvier 1819 au même lieu.
Vice-président du tribunal civil de Coutances, il est député de la Manche en 1815, pendant les Cent-Jours. Il est créé baron en 1810.

## Armoiries
| Figure | Blasonnement |
|        | Armes du baron Duhamel et de l'Empire (1810) Écartelé : au I, d'azur à une épée basse en bande et un épi en barre, le tout d'or et posé en sautoir ; au II, du quartier des barons maires, au III, de gueules à trois colonnes toscanes d'argent ; au IV, d'azur au cèdre terrassé d'or. |

## Sources
- « Louis-Marie Duhamel », dans Adolphe Robert et Gaston Cougny, Dictionnaire des parlementaires français, Edgar Bourloton, 1889-1891 [détail de l’édition]